# Friedrich Johannes Hugo von Engelken
Friedrich Johannes Hugo « F. H. » von Engelken (26 avril 1881-12 février 1963) est directeur de la Monnaie des États-Unis de 1916 à 1917.

## Biographie
F. H. von Engelken naît au Schleswig-Holstein, en Allemagne, en 1881. Il s'installe ensuite en Floride. Il épouse Louisiana Breckenridge Hart Gibson en 1906. Il divorce de sa première femme et épouse Kate Walton, éminente avocate de Palatka, en Floride, en 1953.  
En 1908, le président des États-Unis Theodore Roosevelt nomme Engelken membre de la Commission américaine, qui étudie les crédits ruraux en Europe occidentale. Engelken est l'auteur d'un rapport minoritaire qui sera plus tard incorporé dans la loi fédérale sur les prêts agricoles (en) de 1916, qui crée le système de crédit agricole.
En 1916, le président Woodrow Wilson nomme Engelken directeur de la Monnaie des États-Unis. Il occupe ce poste de septembre 1916 à mars 1917.
En 1917, Engelken devient président de la Federal Land Bank du troisième district. Il devient ensuite responsable des ventes d'obligations pour le Farm Loan Board.
Vers la fin de la Première Guerre mondiale, le secrétaire américain à la guerre, Newton D. Baker, recommande qu'Engelken soit nommé major du génie. En 1919, il se rend en Europe pour rendre compte de la situation économique.
Engelken meurt le 12 février 1963 à Palatka, en Floride.